# CIDAC
El Centro de Investigación para el Desarrollo, A.C. (CIDAC), es una institución independiente, sin fines de lucro, dedicada al análisis y propuesta de políticas viables para el desarrollo democrático y económico de México. La institución promueve la investigación en las siguientes áreas: 
- Transparencia
- Seguridad y Justicia
- Competencia y Regulación
- Capital Humano
- Desarrollo Económico

El CIDAC ofrece los resultados de su trabajo al público en general para influir en la toma de decisiones de legisladores, autoridades gubernamentales a nivel federal, estatal y municipal, gente de negocios y líderes sindicales. 
Se fundó en 1984, cuando el Instituto para Banca y Finanzas (Ibafin) se transformó en un centro de investigación en el área del desarrollo económico. 

## Actividades
Las actividades centrales del CIDAC incluyen informes semanales de análisis político, publicación de libros y artículos periodísticos y revistas, participación en debates, foros internacionales y grupos de estudio y consultoría profesional.

## Historia
En 1980 se fundó el Instituto de Banca y Finanzas (IBAFIN), una entidad dedicada a la instrucción para los ejecutivos del sector financiero (público, privado, bancos y empresas).Para 1984, el IBAFIN se transformó en un centro de investigación en el área del desarrollo económico, dando paso a la fundación del Centro de Investigación para el Desarrollo A.C, CIDAC, cambiando su mandato, de una institución esencialmente dedicada a la enseñanza a una orientada a la investigación.La creación de CIDAC se dio en un contexto en que se percibía que el país enfrentaría un profundo proceso de cambio y reformas económicas estructurales. Sin embargo, los pilares del viejo régimen político (corporativismo y control sobre la prensa) permanecían, la oposición política era aún incipiente y el sector social apenas emergía. En esta situación, CIDAC surgió como una institución de profesionales que produciría estudios de alta calidad, con el objetivo de desarrollar una base de apoyo para las reformas y, en su futuroinmediato, para los cambios económicos que se requerirían para lograr la recuperación del país. El énfasis en el desarrollo que se incluyó en el nombre de la organización tuvo como propósito circunscribir todos los temas que fueran relevantes para el proceso de cambio de la sociedad mexicana. Desde entonces, CIDAC ha publicado más de 70 libros, miles de artículos en periódicos, revistas y publicaciones especializadas y su equipo de investigación ha estado presente en los debates más críticos sobre la reforma de políticas públicas que incumben al desarrollo de México.

## Publicaciones
CIDAC publica los boletines electrónicos Análisis Político Semanal y CIDAC Recomienda, así como podcasts semanales de análisis de coyuntura. La institución ha producido más de 40 libros desde su fundación. [cita requerida] Entre los estudios más recientes se encuentran: 
- Renovando el futuro energético de México: diagnóstico y propuestas para impulsar las energías renovables
- Luz a la competitividad nacional: propuesta de reforma al sector eléctrico
- México inseguro... energéticamente

## Otros Proyectos
- Red Mexicana de Competencia y Regulación
- Base de datos electoral CIDAC
- Sitio Web de Luis Rubio
- Acciones Cruciales
- Esto es la Justicia
- ¿Qué harías con $200 mil millones? Archivado el 28 de septiembre de 2013 en Wayback Machine.
- Hacerlo Mejor Archivado el 8 de agosto de 2013 en Wayback Machine.

## Financiamiento
CIDAC se financia a través de donativos otorgados por instituciones de cooperación, empresas y personas a título individual. La organización cuenta con un patrimonio institucional establecido por un fideicomiso de Banamex. CIDAC no recibe fondos de partidos políticos o candidatos a puestos de elección popular.[cita requerida]
Los recursos administrados por CIDAC son sometidos a la supervisión de su Junta de Gobierno, integrada por miembros reconocidos en el ámbito académico y empresarial de México, y auditados de manera periódica por un despacho externo.
Entre los donantes que han apoyado la labor de CIDAC se encuentran:
- Fundación Ford
- Fundación Friedrich Naumann para la Libertad
- Fundación John D. and Catherine T. MacArthur
- Fundación William and Flora Hewlett
- Fundación Tinker
- Banco Interamericano de Desarrollo

## Autoridades
| CIDAC             |              |
| ----------------- | ------------ |
| Presidente        | Luis Rubio   |
| Directora general | Verónica Baz |